# Фабліо

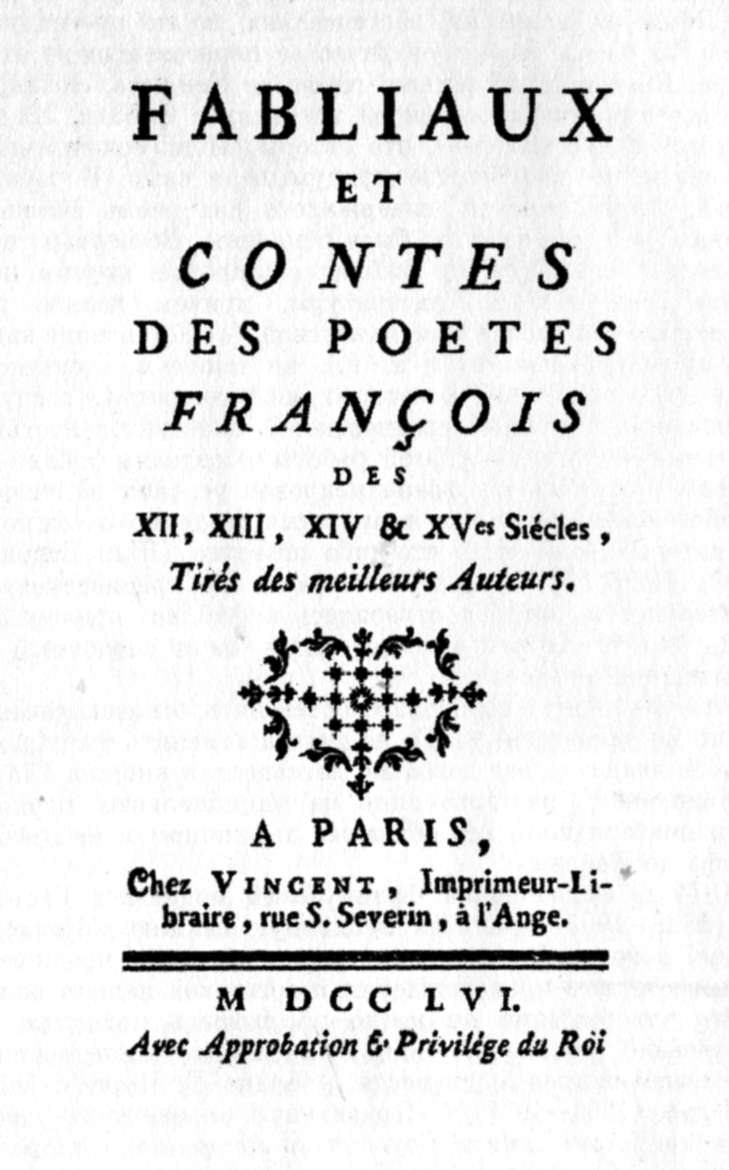
Збірка фабліо і казок Fabliaux et contes, 1756

Фабліо́ також фабльо́ (фр. fabliaux від лат. fabella – невелике оповідання) – старофранцузький жанр оповідання у віршах. 

## Структура й мотиви
Фабліо мало в середньому близько триста рядків, поєднаних парним римуванням. Сюжети були переважно фривольні, еротичні, аж до непристойного, але багаті на жарти, іронію, сатиру. Часто зображалися пікантні пригоди лицарів, священиків, простих городян та селян, проте без серйозної соціальної критики. Фабліо виникли як пародійні твори, на противагу “серйозним” лицарським романам та епосам.
У фабліо вживалися індоєвропейські казкові мотиви, але також і арабські, через посередництво хрестоносців та арабської Іспанії. Типові сюжети фабліо: жіноча невірність, життя повій та звідниць, недостойна поведінка ченців та священиків. Типовими є образи спритного селянина, обманутого ревнивого чоловіка, бродячого ченця, часом трапляються й образи міщан, іноді лицарів, навіть апостолів й самого бога. Проте жартівливий, часом зухвалий тон залишається незмінним. Особливою рисою фабліо є наявність висновку-моралі у вигляді приповідки чи просто дотепного зауваження.

## Порівняння з іншими жанрами
Особлива гумористичність й фривольність відрізняє фабліо від інших споріднених жанрів середньовічної літератури: від пісень, що мали ліричний, ледь не інтимний характер і, певна річ, співалися, від "ді" (фр. dit, dict - оповідь) — оповідей на будь-які теми, від середньовічних лицарських романів, що вирізнялися більшим об'ємом, складнішою структурою, а також певною патетичністю й "серйозністю", від "ле" (фр. lais) — оповідей сентиментального, піднесеного характеру з елементами химерної прози, а також від екземплуму (лат. exemplum — приклад) — цей жанр мав надто дидактичний характер, і постав з прикладів, які вносилися в проповіді. Близький до фабліо також жанр байки, хоча в байці діють переважно перелицьовані тварини. 
Щоправда чіткий поділ на жанри — явище пізнішого часу й тодішні жонглери не дуже переймалися тим, чи пишуть вони фабліо, чи може послуговуються якимось іншим жанром, лише близько 60 творів названі їхніми авторами "фабліо", решта збережених дотепер творів зараховуються до цього жанру вналідок їхньої тематичної, стилістичної, часової, та мовної спорідненості.

## Походження й автори
Перші фабліо з’явилися в середині XII століття. Особливого розквіту жанр набув у XIII-XIV століттях у Північній Франції (Пікардія, Фландрія, Артуа). Найдавніше з 147 фабліо, що дійшли до нашого часу, присвячене паризькій повії Ріше (Richeut), створене в 1159 році. Авторами фабліо були  переважно жонглери, але й представники інших прошарків, зокрема кліру,  Серед відомих авторів фабліо були Рютбеф, Готьє Довгий, Гюон ле Руа, Анрі д’Анделі, Філіпп де Ремі (інше його ім'я: Філіп де Бомануар), Ватріке з Кувен, Жан Бодель.

## Значення і вплив
Фабліо надзвичайно цікаві не лише, як літературні пам'ятки Середньовіччя, але й як джерело про тогочасне життя різних суспільних прошарків. Важливим є возвеличення розуму, нехай і в жартівливій манері. Автори фабліо стають, як правило, на бік пригноблених, ніж панівної верстви. Ці риси фабліо роблять їх разом з "Романом про троянду" чи "Романом про лиса" важливою предтечею гуманістичної літератури епохи Відродження.  
Традицію фабліо у XV столітті завершують анонімні «П'ятнадцять радостей шлюбу» та «Суди Любові» Марциала Овернского. У XVI столітті з фабліо постав жанр прозових новел. У німецькій літературі під впливом фабліо постали німецькі шванки. Фабліо були невичерпним джерелом народних сюжетів. Їхній вплив можна віднайти в творчості Бокаччо, Чосера, Рабле, Мольєра, Лафонтена, і навіть у  Оноре де Бальзака (див. «Contes drôlatiques») та Анатоля Франса.

## Українські переклади
Одним з перших перекладачів фабліо українською був Іван Франко. В 1896 році був надрукований його переклад старофранцузького фабліо Леґрана “Коли бісурмани забрали Анкону...”